# Autostrada A15 (Svizzera)

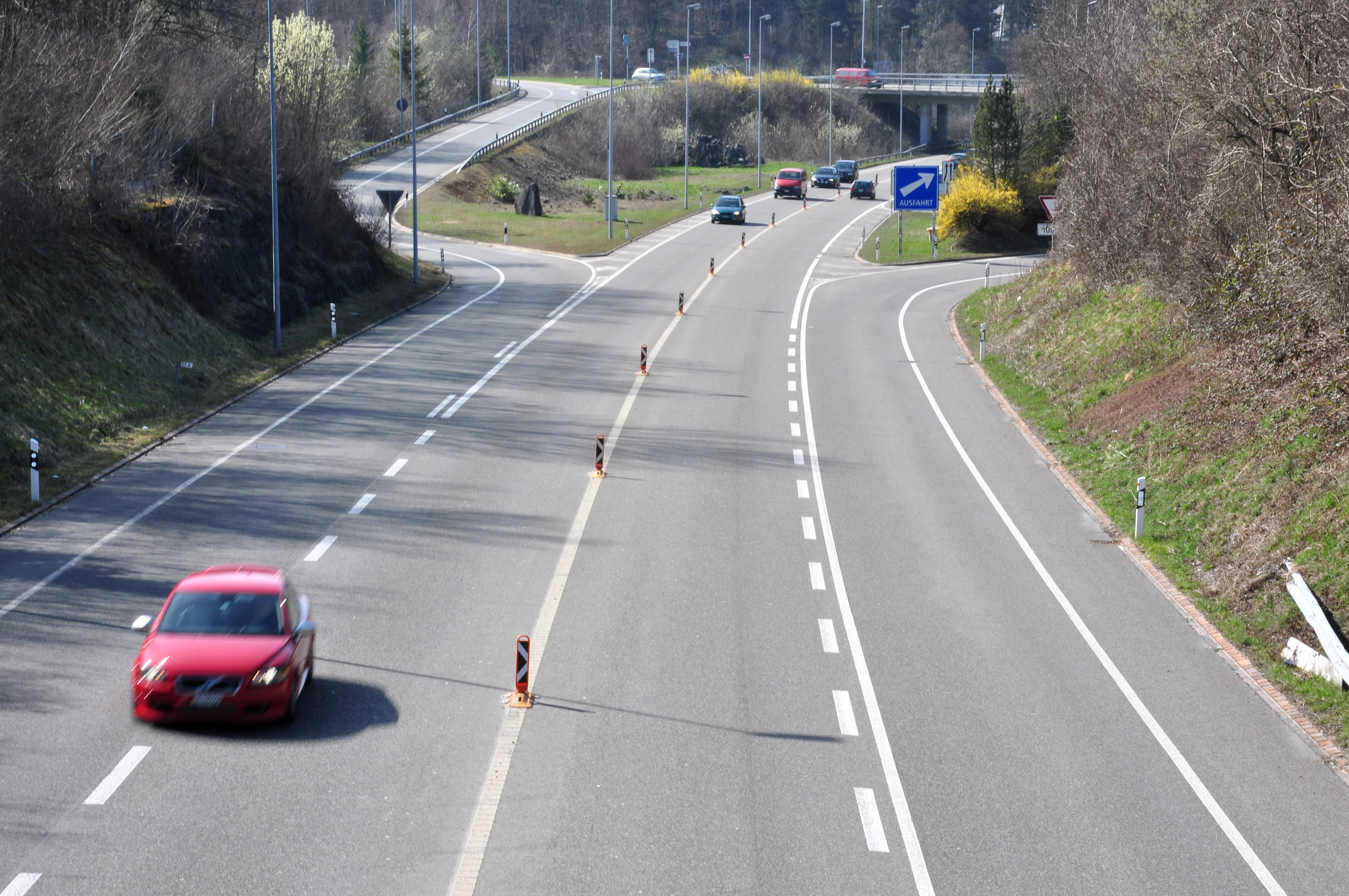

La A15 (anche Oberlandautobahn) è una semiautostrada svizzera situata nei cantoni Zurigo, San Gallo e Svitto che collega Brüttiseller-Kreuz (ZH) e Reichenburg (SZ), collegando A1 e A3. È lunga circa 45 km compresa la parte non costruita fra Uster e Hinwil che doveva essere completata nel 2015.